# Іванов Віктор Петрович (Герой Радянського Союзу)
Віктор Петрович Іванов (1925—1997) — старший сержант Робітничо-селянської Червоної армії, учасник німецько-радянської війни, Герой Радянського Союзу (1944).

## Біографія
Віктор Іванов народився 2 лютого 1925 року у селі Єльники (тепер — Бежецький район Тверської області). Після закінчення неповної середньої школи працював у колгосп. У січні 1943 року Іванов призваний на службу в РСЧА. Закінчив снайперську школу. Із вересня 1943 року — на фронті, був стрільцем 225-го стрілецького полку 23-ї стрілецької дивізії 47-ї армії Воронезького фронту. Відзначився під час битви за Дніпро.
25 вересня 1943 року Іванов одним із перших у своєму підрозділі переправився через Дніпро в районі села Студенець Канівського району Черкаської області та взяв активну участь у боях за захоплення і розширення плацдарму на його західному березі. 3 жовтня під час відбиття німецької танкової контратаки Іванов закидав один із танків гранатами і пляшками із запальною сумішшю, що сприяло успішному відбиттю атаки.
Указом Президії Верховної ради СРСР від 3 червня 1944 року за «зразкове виконання завдань командування і проявлені мужність та героїзм у боях із німецькими загарбниками» червоноармієць Віктор Іванов був удостоєний високого звання Героя Радянського Союзу з врученням ордена Леніна та медалі «Золота Зірка» за номером 5519.
Надалі брав участь у звільненні Української РСР і Чехословаччини. У серпні 1944 року був поранений, чотири місяці лікувався в госпіталі. У 1945 році у званні старшого сержанта Іванов був демобілізований. Спочатку проживав і працював на батьківщині, пізніше поступив на службу в органи МВС СРСР. Після звільнення в запас в 1954 році він оселився в місті Люберці Московської області. Помер 17 березня 1997 року, похований на Старому Люберецькому кладовищі.
Також нагороджений орденом Вітчизняної війни І ступеня і рядом інших медалей.